# Дмитриев, Юрий Евгеньевич
Юрий Евгеньевич Дмитриев (род. 11 ноября 1938) — советский хоккеист, нападающий.

## Биография
Играл за команды «Металлург» Сталинск — Новокузнецк (1957/58 — 1962/63, 1963/64 — 1064/65), СКА Новосибирск (1962/63), «Шахтёр» Прокопьевск (1965/66 — 1967/68).
В классе «А» провёл четыре сезона (1960/61 — 1961/62, 1962/63, 1964/65).